# Skalisko (Flintstonowie)

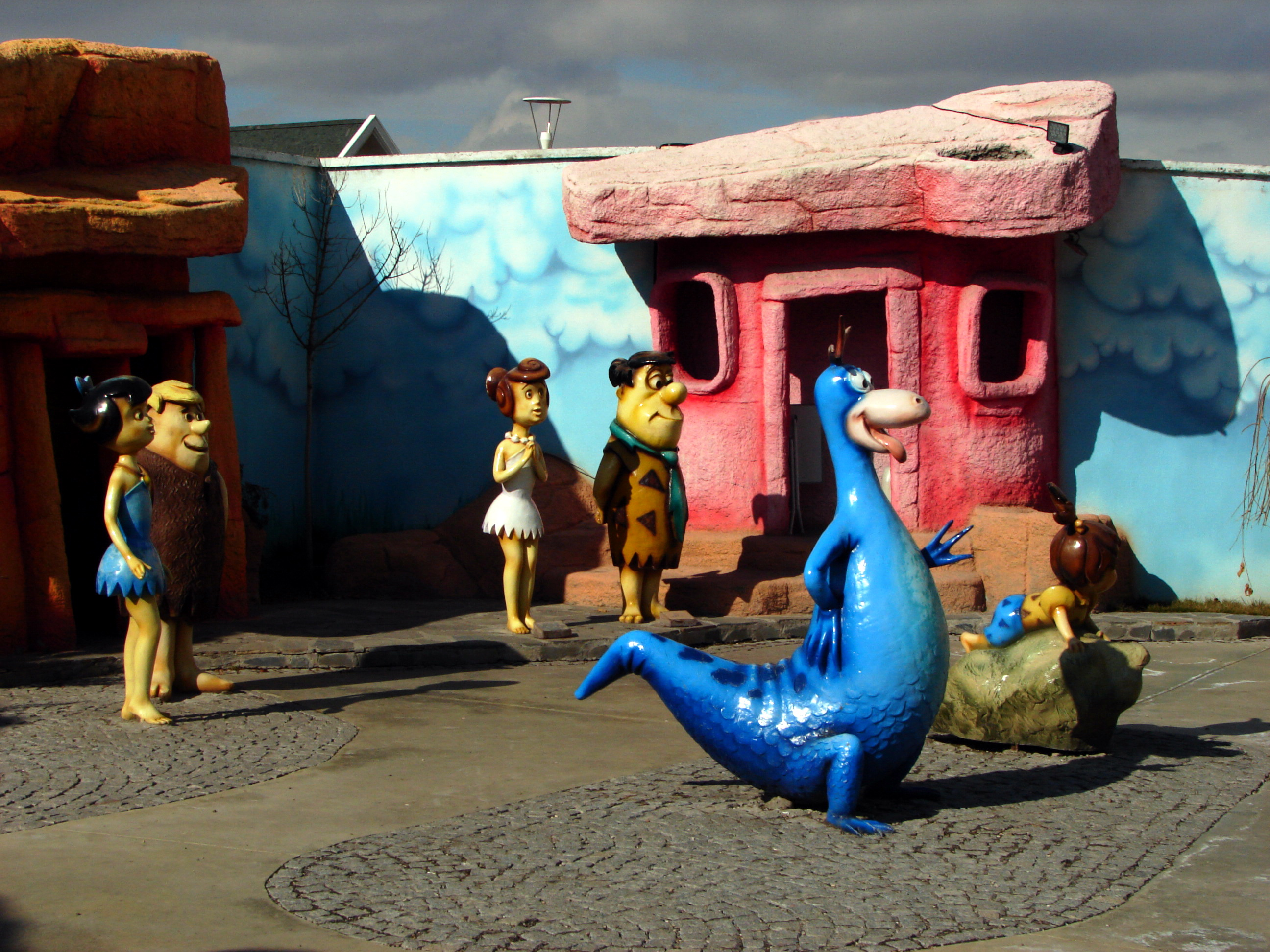
Inscenizacja Skaliska (Bedrock)

Skalisko (ang. Bedrock) – fikcyjne miasteczko, w którym toczy się akcja serialu Flintstonowie. Pojawia się ono także w filmach aktorskich Flintstonowie oraz Flintstonowie: Niech żyje Rock Vegas.
Położone jest w prowincji Brook. W Skalisku mieszka 2000 prostych jaskiniowców.

## Znani mieszkańcy
- Fred i Wilma Flintstonowie
- Barney i Betty Rubbel’owie
- Pan Łupek ze swoją rodziną
- Arnold, gazeciarz
- Głaziasty, sąsiad Fllintstonów[1]
- Rodzina Szkaradnych, sąsiedzi Flinstonów[2]
- Alvin i Agata Brzydrockowie, sąsiedzi Flintstonów[3]
- Hilda Gadulska, miejscowa plotkara[4]
- Joe i Rita Skalniakowie[5]

## Znane lokalizacje
- Dom Flintstonów
- Dom Rubble’ów
- Kamieniołomy, miejsce pracy Freda
- Kręgielnia, ulubione miejsce Freda i Barneya
- Siedziba Loży Wodnych Bawołów
- Szkoła tańca Artura Skały[6]